# Superman IV. – A sötétség hatalma
A Superman IV – A sötétség hatalma (eredeti címén Superman IV: The Quest for Peace, Magyarországon ismert még Superman IV – Harc a békéért címmel is) 1987-ben bemutatott amerikai akció-sci fi film, Sidney J. Furie rendezésében. Az utolsó olyan Superman-film, amelyben Christopher Reeve alakította a főszereplőt.

## Cselekmény
Clark Kent úgy dönt, eladja elhunyt nevelőszülei smallville-i farmját. Egyetlen kikötése, hogy az új tulajdonos továbbra is farmként tartja fenn. A csűrben előkeres egy kryptoni energiakapszulát, amit magával visz. Anyja, Lara elmondása szerint a kapszulát egyszer használhatja fel, végszükség esetén; használatának ára, hogy megszakad a kapcsolata kryptoni szüleivel és nem használhatja többet az oktatókristályokat.
Ezután visszatér Metropolisba, ahol munkahelye, a Daily Planet tulajdonost váltott. Az addig bulvárlapokat megjelentető Warfield a Daily Planetet is szenzációhajhász lappá kívánja alakítani. Lapigazgatónak lányát, Laceyt nevezi ki, aki szemet vet az esetlen Clarkra. Az új szemlélet ellenérzést vált ki a lap régi munkatársaiban.
Közben a fegyverkezési verseny egyre inkább élesedik, emiatt egy Jeremy nevű kisfiúnak az az ötlete támad, hogy Superman segítségét kéri. A levelet a Daily Planet szerkesztőségébe juttatja el, Warfield azonnal meglátja a lehetőséget a szenzációkeltésre. Superman vívódni kezd, engedjen-e a kérésnek, mivel az ellentmond annak az instrukciónak, hogy nem avatkozhat be a földi történelembe. Amikor Lois Lane meglátogatja, Clark felfedi előtte kilétét, mire Loisból előtörnek a régi emlékek. Azt tanácsolja Supermannek, hogy tegye, amit a szíve diktál. Ezután megcsókolja Loist, aki ennek hatására, ahogy az már korábban is történt, elfelejti Clark és Superman titkát.
Superman elkezdi összegyűjteni az atomfegyvereket, és a Napba dobva semmisíti meg azokat. Azonban régi ellensége, Lex Luthor unokaöccse, Lenny segítségével kiszabadult a börtönből és újabb ördögi tervet eszelt ki. Ennek megvalósításához ellopja egy múzeumból Superman hajszálát, majd maga mellé állít a fegyverkezési verseny fenntartásában érdekelt személyeket. Így sikerült kilövetnie egy rakétát, amit Superman a többihez hasonlóan a Napba juttat. Csakhogy a rakétán elrejtették a lopott hajszálat is, ami Superman genetikai kódját tartalmazza. A rakéta becsapódását követő reakcióból létrejött Atomember, aki Supermanéhez hasonló erővel rendelkezik, sőt képes Supermant megfosztani az erejétől. Egyetlen gyenge pontja, ha elzárják a napfény elől. Atomember a Földre szállva felkeresi Luthort, aki egy saját frekvencián küldött üzenettel magához csalja Supermant.
Atomember és Superman összecsapnak, országokon át kergetve egymást.  Atomember minden helyen igyekszik súlyos károkat okozni, amiket Superman rendre megakadályoz. Végül karmaival sikerül megsebeznie Supermant, aki ennek hatására gyengülni kezd.
Superman elvesztett köpenyét megtalálója a Daily Planethez küldi. Warfield ebben is a szenzációt látja, Superman halálhírét kelti az újságban, amit már Lacey sem tart helyénvalónak. Lois a köpenyt elviszi Clarkhoz, aki otthonában gyengélkedik. Lois kitárja, mit gondol Supermanről, egyúttal lelket önt Clarkba is. Lois távozása után Clark előveszi a kryptoni energiakapszulát, hogy visszanyerhesse szupererejét.
Luthor Atomember segítségével megszabadul fölöslegessé vált üzlettársaitól. Atomember egy újságban meglátja Lacey képét, megkeresi és elrabolja a lányt. Azonban az erejét visszanyert Superman megjelenik és megpróbálja kiszabadítani Laceyt. Mikor már az űrben folytatódik a küzdelem, Superman elmozdítja a Holdat, ezáltal mesterséges napfogyatkozást idézve elő. Atomember elveszti életerejét, Superman visszaviszi Földre a megmentett Laceyt, Atomembert pedig egy atomerőműbe dobja, pluszenergiát adva ezzel.
Közben Perry White-nak sikerült bankoktól hitelt felvennie, aminek segítségével felvásárolta a Daily Planet részvényeit, így Warfield kisebbségi tulajdonos lett, a lap visszatérhet hagyományaihoz.
Superman egy sajtótájékoztatón rávilágít, hogy milyen fontos a Föld megőrzése, és ezért az embereknek maguknak is tenniük kell. Ezután elkapja a menekülni készülő Luthorékat, Lennyt beadja egy egyházi fiúkollégiumba, Lex Luthort pedig visszajuttatja a börtönbe.

## Szereplők
| színész                                         | szereplő                   | magyar hang (A sötétség hatalma) | magyar hang (Harc a békéért) | jellemzés |
| ----------------------------------------------- | -------------------------- | -------------------------------- | ---------------------------- | --- |
| Christopher Reeve                               | Superman/Clark Kent/Kal-El | Csankó Zoltán                    | Rátóti Zoltán                | Kal-El néven született a Krypton bolygón, apja, Jor-El a bolygó pusztulása előtt a Földre menekítette. Civilben Clark Kent néven a Daily Planet újságírója, Superman néven pedig bajba jutottakon segítő és bűnözők ellen harcoló emberfeletti hős. |
| Gene Hackman                                    | Lex Luthor                 | Balázs Péter                     | Tordy Géza                   | Superman által börtönbe juttatott szuperbűnöző, szökésre és revansra készül. |
| Margot Kidder                                   | Lois Lane                  | Csomor Csilla                    | Peller Anna                  | Clark Kent agilis újságíró kolléganője a Daily Planetnél, szerelmes Supermanbe. |
| Jackie Cooper                                   | Perry White                | Balázsi Gyula                    | Cs. Németh Lajos             | A Daily Planet főszerkesztője. |
| Mark McClure                                    | Jimmy Olsen                | F. Nagy Zoltán                   | Zámbori Soma                 | A Daily Planet fiatal fotóriportere. |
| Jon Cryer                                       | Lenny                      | Lippai László                    | Szvetlov Balázs              | Lex Luthor bohém unokaöccse. |
| Sam Wanamaker                                   | David Warfield             | Versényi László                  | Makay Sándor                 | Sajtómágnás, aki felvásárolja a Daily Planetet és szenzációhajhász lappá próbálja zülleszteni. |
| Mariel Hemingway                                | Lacey Warfield             | Kiss Erika                       | Majsai-Nyilas Tünde          | David Warfield lánya, aki a Daily Planet lapigazgatója lesz és szemet vet Clark Kentre. |
| Mark Pillow Gene Hackman (eredeti hang)         | Atomember                  | Balázs Péter                     | Bozsó Péter                  | Lex Luthor gonosz teremtménye, aki Supermanéhez hasonló erővel rendelkezik. |
| Damian McLawhorn                                | Jeremy                     | Előd Álmos                       |                              | Iskolás fiú, aki a fegyverkezési verseny megszűnéséért Supermant hívja segítségül. |
| Susannah York (eredeti hang)                    | Lara                       |                                  |                              | Jor-El felesége, Kal-El (Superman) biológiai anyja. A Krypton pusztulásakor elhunyt, de a Jor-El által készített kristályok segítségével képes kommunikálni fiával.                                                                                 |
| William Hootkins                                | Harry Howler               |                                  |                              | Az amerikai elnök fegyverkezési tanácsadója, aki üzletet köt Lex Luthorral. |
| Jim Broadbent                                   | Jean-Pierre Dubois         |                                  |                              | Francia fegyverkereskedő, aki üzletet köt Lex Luthorral. |
| Stanley Lebor                                   | Romoff tábornok            |                                  |                              | Lex Luthorral együttműködő szovjet tábornok. |
| Jeremy L. Cludregs Marlon Brando (eredeti hang) | Jor-El                     |                                  |                              | Lara férje, Kal-El (Superman) biológiai apja. |

## A forgatás
A harmadik rész mérsékeltebb sikerét és a spin-off film Supergirl bukását követően Alexander és Ilya Salkind eladták a jogokat Menahem Golannak és Yoram Globusnak. Ennek eredményeképp az előző két rész alkotói nagyrészt távoztak, köztük a rendező Richard Lester, a forgatókönyvíró David és Leslie Newman, a zeneszerző Ken Thorne és az operatőr Robert Paynter is. Mivel korábban főként a producerekkel és Lesterrel voltak konfliktusaik a színészeknek, az eredeti szereplőgárdából visszatért Gene Hackman, Lara hangjaként Susannah York, továbbá ismét nagyobb szerepet kapott Margot Kidder. Ugyanakkor nem tért vissza Marlon Brando, és az első rész alkotói sem (Richard Donner, Mario Puzo, Tom Mankiewitz). Így a filmet egy megújult alkotói csapat készítette el.

## Fogadtatása
A Superman IV-et általában a széria leggyengébb részének tartják, sőt gyakran a legrosszabb képregényfilmek közé sorolják. Bár a komikus Superman III után próbáltak valamelyest visszatérni az első két rész komolyságához, nem sikerült azt kellő színvonalon megvalósítani. A történetben és a rendezésben túl sok a sületlenség, Atomember figuráját (aki sem a képregényben, sem  más feldolgozásokban nem szerepelt) idétlennek tartják. Superman ruhája itt már kimondottan világos, sőt csillogó is lett, ami sokak szerint ízléstelennek hat. A lefaragott költségek miatt a technikai trükkök is elmaradnak a többi filmtől, annak ellenére, hogy kilenc év telt el az első filmhez képest. A cselekményben akadnak sehova sem vezető elemek, ezek egy része a film megvágásának következménye (ugyanakkor hagytak ki belőle olyan jeleneteket is, amikkel csak fokozták volna a komolytalanságot). Bár Christopher Reeve is részt vett a történet írásában, később úgy értékelte a filmet, hogy elejétől végéig egy tévedés.
Eredetileg a stúdió a film sikere esetén tervezett volna egy ötödik részt, a kimaradt jelenetek felhasználásával. A Superman IV bukása után azonban ezt a tervet elvetették.
A következő Superman-mozifilmre, a Superman visszatérre 19 évet kellett várni. Rendezője, Bryan Singer a III. és IV. rész figyelmen kívül hagyásával készítette el, a Richard Donner által képviselt szellemiséget tartva követendőnek.

## Jelölések
Nemzetközi Fantasy Film díj, 1989:
- legjobb film

Arany Málna díj, 1988:
- legrosszabb női mellékszereplő (Mariel Hemingway)
- legrosszabb látványeffektek